# Ода (Шимане)
Вижте пояснителната страница за други значения на Ода.
Ода (на японски: 大田市, по английската Система на Хепбърн Ōda) е град в префектура Шимане, Япония. Градът има население 40 614 жители (2008) и площ 436,11 km2.
Ода е основан на 1 януари 1954 година. На 1 октомври 2005 година градът се слива с градовете Нима и Юноцу от окръг Нима и в резултат окръгът вече не съществува.
С автобус от града може да се стигне до мината за сребърна руда Ивами Гиндзан, която е част от световното културно наследство на ЮНЕСКО. Това е известна туристическа дестинация в префектура Шимане.

## География
Ода се намира по крайбрежието на Японско море в централната част на Шимане. Морето е северна граница на Ода, а на юг той граничи с планинската верига Чугоку. Планината Санбе, която е част от национален парк Дайсен-Оки е разположена на югоизток от града.

### Съседни градове
- Изумо
- Мисато
- Кавамото
- Линан
- Гоцу

## Побратимени градове
- Теджън (14 ноември 1987)
- Касаока (14 април 1990)